# Пітер Рейнолдс (плавець)
Пітер Рейнолдс (англ. Peter Reynolds, 2 січня 1948 — 1 травня 2012) — австралійський плавець.
Призер Олімпійських Ігор 1964 року.
Переможець Ігор Співдружності 1966 року.